# Eurasien
Eurasien ist ein geographisch-geologischer Begriff für Europa und Asien als ein zusammengefasster Kontinent. Er hat eine Fläche von 55 Millionen Quadratkilometern und etwa 5,5 Milliarden Einwohner.
Das Wort ist eine Amalgamierung aus Europa und Asien. Mit dem Begriff wird der Tatsache Rechnung getragen, dass Europa und Asien seit der Trias – also etwa seit 250 Millionen Jahren – Teile einer zusammenhängenden Landmasse sind: zunächst Teile des Superkontinents Pangaea, später Laurasias und heute Eurasiens. Der Großkontinent besteht geologisch aus vier großen tektonischen Platten, von denen die Eurasische Platte die größte ist, sowie aus mehreren kleinen Platten und Kratonen.

## Begriff und Bedeutung
Die Bezeichnung Europas und Asiens als eigene Kontinente ist historisch-kulturell bedingt und geht auf die Weltsicht der griechischen Antike zurück.
Im kulturgeschichtlichen Sinn bezeichnet Eurasien den vor- und frühgeschichtlichen Kulturraum der eurasischen Steppe, der vom Altai über Kasachstan, Südrussland und die Ukraine bis an die Donau reicht. Die ungarische Puszta ist eine Exklave dieser Osteuropäischen Ebene.
Als Eurasier wurden unter anderem die Anglo-Inder bezeichnet, die Nachkommen von Briten und Inderinnen sind.

## Innereurasische Grenze

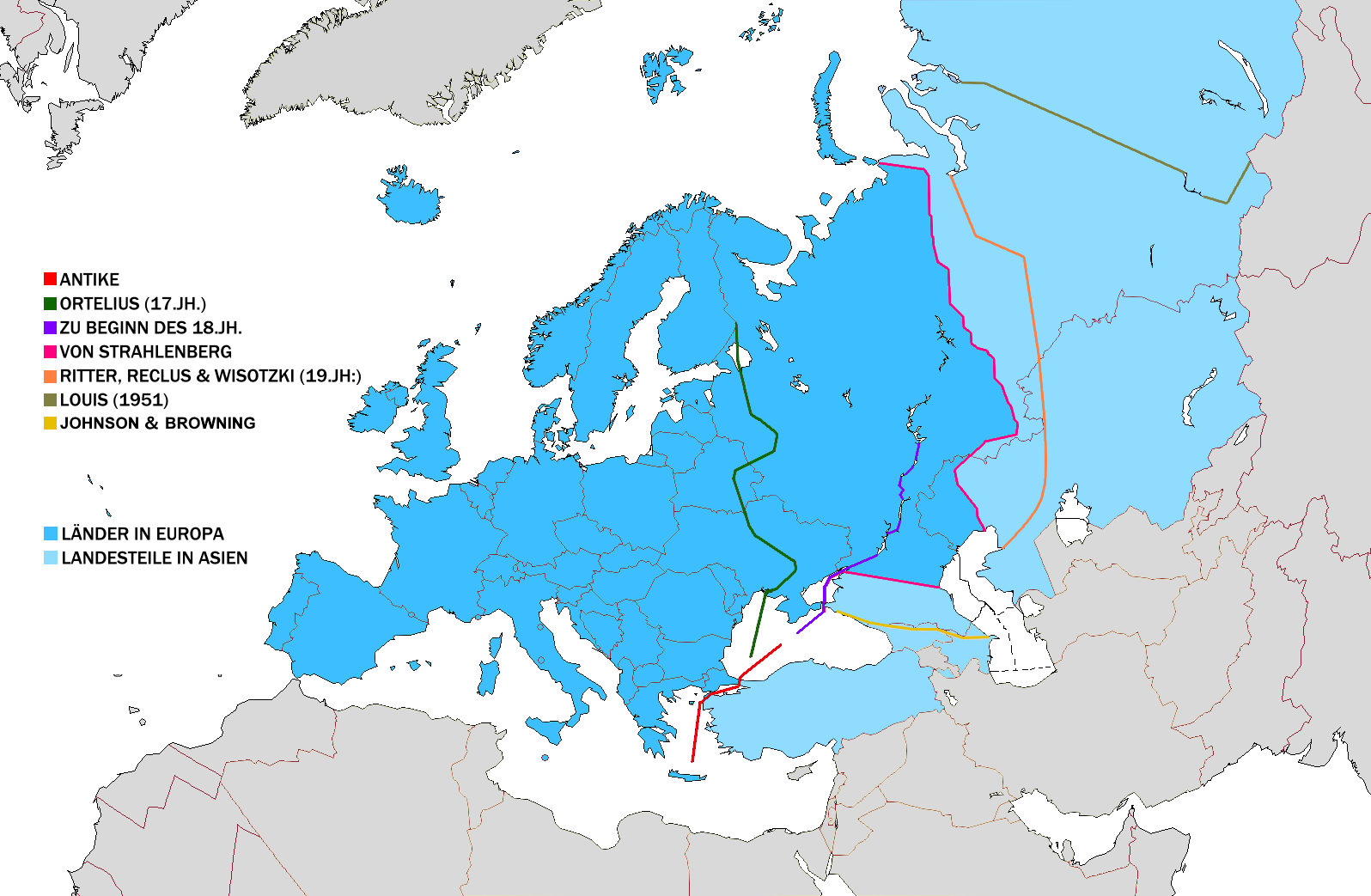
Verschiedene historische Definitionen der Europa-Asien-Grenze

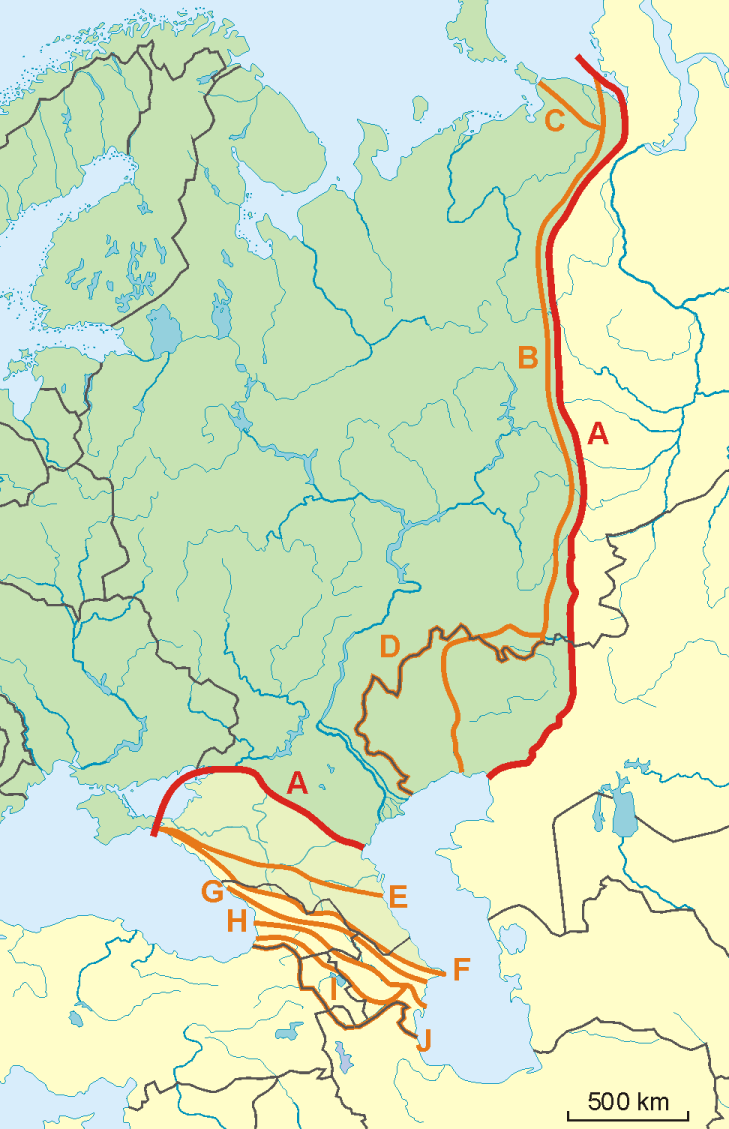
А–F: Grenzziehungen zwischen Europa und Asien in Russland. Die konventionelle Grenze nach Strahlenberg (A) ist rot markiert. Eine häufig akzeptierte Grenzziehung verläuft entlang von (B) Ural (Gebirge und Fluss) und (F) Kaukasus-Wasserscheide

### Grenzverlauf
In Ermangelung einer eindeutigen marinen Grenze wie bei den anderen Kontinenten, die auch geophysikalisch und kulturell erkennbar ist, ist jede Grenzziehung zwischen Europa und Asien eine Frage der Konvention. Tatsächlich gibt es keine völkerrechtliche Definition dieser Grenze.
Unumstritten als Grenzen zwischen Europa und Asien sind die Meeresengen der Dardanellen und des Bosporus, das Schwarze Meer und das Kaspische Meer. Auch die nördlich einer Verlängerung der Uralkette liegenden russischen Inseln Waigatsch und Nowaja Semlja werden allgemein Europa zugeordnet und die sibirischen Inseln nordöstlich des Urals Asien. Dagegen wird die Zugehörigkeit des Franz-Josef-Lands unterschiedlich gesehen.
Beim Ural als Grenze gibt es mindestens zwei Festlegungen. Die eine folgt dem Uralkamm, meist auch der Wasserscheide. Mit vielen Monumenten und Grenzmarkierungen ist dagegen eine Kontinentgrenze am östlichen Uralfuß, dem Übergang zu Sibirien, gekennzeichnet.
Insbesondere im Bereich zwischen Kaspischem Meer und Schwarzem Meer gibt es keine einheitliche Festlegung. Zum Teil werden die Straße von Kertsch, das Asowsche Meer und die etwa 300 Kilometer nördlich vom Kaukasusgebirge gelegene Manytschniederung als Grenze zwischen den Erdteilen betrachtet, weil an ihrer Stelle einst das jetzige Kaspische Meer mit dem jetzigen Schwarzen Meer verbunden war. Ebenso wird der Kaukasus und hier speziell die Wasserscheide zwischen der Nordflanke und der Südflanke als Grenze zwischen Europa und Asien angesehen. Im englisch- und französischsprachigen Raum dominiert diese Definition. Dort gilt die Festlegung der Manytschniederung als Südost-Grenze Europas oft als eine spezielle Interpretation des Russischen Zarenreichs (die Manytschniederung war im Russischen Reich die Nordgrenze des Generalgouvernements Kaukasien). Selbst in der Sowjetunion haben angeblich einige Geologen die Grenzziehung am Kaukasus bevorzugt. In der Großen Sowjetischen Enzyklopädie war bis zur letzten Auflage noch die Kontinentgrenze nach Strahlenberg eingetragen. Je nachdem welcher Festlegung gefolgt wird, liegt der Elbrus, der höchste Berg des Kaukasus, im ersten Fall im asiatischen Teil, im letzten Fall im europäischen Teil, womit er der höchste Berg Europas wäre.
Keine eindeutige Abgrenzung gibt es auch in der Ägäis. Galt die Ägäis mit ihrer Inselwelt früher in ihrer Gesamtheit als Übergang von einem Kontinent zum anderen, so wird seit dem 20. Jahrhundert gemeinhin die in ihrer jetzigen Form seit 1923/47 bestehende politische Grenze zwischen Griechenland und der Türkei mit der Grenze zwischen Europa und Asien gleichgesetzt, obwohl viele griechische Inseln der Küste Kleinasiens näher liegen als dem griechischen Festland.

### Geschichte des Grenzverlaufs
Für eine innereurasische Grenze gibt es geografisch gesehen kein eindeutiges Merkmal. Ursprünglich jedoch galten bei den antiken Griechen (vgl. Herodot) Bosporus und Kaukasus als Grenze Europas, zur Zeit der sogenannten „Völkerwanderung“ und im Mittelalter waren es Bosporus und der Fluss Tanais (Don), die Europa von Asien trennten (vgl. zum Beispiel Jordanes oder Snorri Sturluson). Die letzte offiziell anerkannte Grenze ist die von Philip Johan von Strahlenberg aus der ersten Hälfte des 18. Jahrhunderts; sie verläuft durch die Manytschniederung nördlich des Kaukasus, dann durch das Asowsche Meer und die Straße von Kertsch (Kimmerischer Bosporus) zum Schwarzen Meer. Über die genaue Grenzziehung im Gebiet zwischen Don und Kaukasus hatte zuvor über Jahrhunderte ein Disput bestanden. Nachdem Strahlenberg vom russischen Zaren mit der Vermessung beauftragt worden war, wurde seine Grenzfestlegung im Jahr 1730 vom Zarenhaus anerkannt. Des Weiteren hatte es sich seit der Neuzeit – angefangen mit Wassili Tatischtschew, dem Geographen Peters des Großen – aufgrund unterschiedlicher geografischer, geschichtlicher und gesellschaftlicher Überlegungen eingebürgert, beide Urale (Gebirge und Fluss) als östliche Grenze Europas zu Asien anzusehen. Die vorläufigen Ergebnisse einer im April/Mai 2010 durchgeführten Expedition der Russischen Geographischen Gesellschaft in Kasachstan haben gezeigt, dass die Grenzziehung zwischen Europa und Asien entlang des Flusses Ural über keine ausreichenden wissenschaftlichen Grundlagen verfügt. Das Problem ist, dass der Südural von seiner Achse abweicht und sich in mehrere Teile gliedert. Die Berge flachen allmählich ab und verlieren ihre Bedeutung als geografische Grenze. Die Flüsse Ural und Emba (der – nach von Strahlenberg – auch als Grenzfluss galt; siehe Linie A) als weitere geografische Grenze anzunehmen, ist wenig sinnvoll, da das Gelände auf beiden Seiten der Flüsse ähnlich ist, auch Lebens- und Wirtschaftsräume werden durch die Flüsse nicht geteilt. Als Ergebnis der Expedition wurde eine Abgrenzung südöstlich der Linie A vorgeschlagen: Der südliche Teil der Grenze erstreckt sich vom Südural zum Mugodschar-Gebirge (Kasachstan, Aqtöbe-Gebiet), dann entlang der Südkante der Kaspischen Senke, wo die Osteuropäische Ebene endet. Die Kaspische Senke wurde vor Millionen Jahren gebildet, als das Kaspische Meer die westlichen Hänge des Ustjurt-Plateaus auswusch. Nach Meinung der Wissenschaftler sollte als Grenze zwischen Europa und Asien dieser Rand der geologischen Formationen angesehen wurden. Die Namensgleichheit von Ural-Gebirge und Ural-Fluss gibt es erst seit der Regierungszeit Katharinas II., die den vorher Jaik genannten Fluss umbenennen ließ, wohl auch, um die Erinnerung an den Pugatschowschen Aufstand auszulöschen, in dessen Verlauf auch in der Flussregion ausgiebige Kampfhandlungen stattgefunden hatten.